# Grande Prêmio da Grã-Bretanha de 2011
O Grande Prêmio da Grã-Bretanha de 2011 de Fórmula 1, chamado erroneamente de Grande Prêmio da Inglaterra de 2011 foi a oitava etapa da temporada de Fórmula 1 de 2011. O treino classificatório foi realizado no dia 9 de julho e contou com chuva em sua parte final. A pole position ficou com o australiano Mark Webber da equipe Red Bull Racing-Renault. A corrida foi realizada no dia seguinte e contou com pista molhada nas primeiras voltas, entretanto, ao longo da prova, não houve chuva, consequentemente a pista tornou-se cada vez mais seca. Após uma hora e quarenta e um minutos a bandeira quadriculada foi agitada para o espanhol Fernando Alonso cruzar a linha de chegada em primeiro lugar, sendo seguido pelos dois pilotos da Red Bull Racing, Sebastian Vettel e Mark Webber, respectivamente.

## Resultados

### Treino classificatório
| #                        | Nº | Piloto             | Equipe               | Q1       | Q2       | Q3       | Grid |
| 1                        | 2  | Mark Webber        | Red Bull-Renault     | 1:32.670 | 1:31.673 | 1:30.399 | 1    |
| 2                        | 1  | Sebastian Vettel   | Red Bull-Renault     | 1:32.977 | 1:32.379 | 1:30.431 | 2    |
| 3                        | 5  | Fernando Alonso    | Ferrari              | 1:32.986 | 1:31.727 | 1:30.516 | 3    |
| 4                        | 6  | Felipe Massa       | Ferrari              | 1:32.760 | 1:31.640 | 1:31.124 | 4    |
| 5                        | 4  | Jenson Button      | McLaren-Mercedes     | 1:34.230 | 1:32.273 | 1:31.898 | 5    |
| 6                        | 15 | Paul di Resta      | Force India-Mercedes | 1:34.472 | 1:32.569 | 1:31.929 | 6    |
| 7                        | 12 | Pastor Maldonado   | Williams-Cosworth    | 1:32.702 | 1:32.588 | 1:31.933 | 7    |
| 8                        | 16 | Kamui Kobayashi    | Sauber-Ferrari       | 1:34.324 | 1:32.399 | 1:32.128 | 8    |
| 9                        | 8  | Nico Rosberg       | Mercedes             | 1:34.186 | 1:32.295 | 1:32.209 | 9    |
| 10                       | 3  | Lewis Hamilton     | McLaren-Mercedes     | 1:33.581 | 1:32.505 | 1:32.376 | 10   |
| 11                       | 14 | Adrian Sutil       | Force India-Mercedes | 1:34.454 | 1:32.617 |          | 11   |
| 12                       | 17 | Sergio Pérez       | Sauber-Ferrari       | 1:34.145 | 1:32.624 |          | 12   |
| 13                       | 7  | Michael Schumacher | Mercedes             | 1:34.160 | 1:32.656 |          | 13   |
| 14                       | 10 | Vitaly Petrov      | Renault              | 1:34.428 | 1:32.734 |          | 14   |
| 15                       | 11 | Rubens Barrichello | Williams-Cosworth    | 1:33.532 | 1:33.119 |          | 15   |
| 16                       | 9  | Nick Heidfeld      | Renault              | 1:35.132 | 1:33.805 |          | 16   |
| 17                       | 20 | Heikki Kovalainen  | Lotus-Renault        | 1:34.923 | 1:34.821 |          | 17   |
| 18                       | 19 | Jaime Alguersuari  | Toro Rosso-Ferrari   | 1:35.245 |          |          | 18   |
| 19                       | 18 | Sébastien Buemi    | Toro Rosso-Ferrari   | 1:35.749 |          |          | 19   |
| 20                       | 24 | Timo Glock         | Virgin-Cosworth      | 1:36.203 |          |          | 20   |
| 21                       | 21 | Jarno Trulli       | Lotus-Renault        | 1:36.456 |          |          | 21   |
| 22                       | 25 | Jérôme d'Ambrosio  | Virgin-Cosworth      | 1:37.154 |          |          | 22   |
| 23                       | 23 | Vitantonio Liuzzi  | HRT-Cosworth         | 1:37.484 |          |          | 23   |
| 24                       | 22 | Daniel Ricciardo   | HRT-Cosworth         | 1:38.059 |          |          | 24   |
| Tempo dos 107%: 1:39.156 |    |                    |                      |          |          |          |      |

### Corrida
| #   | Nº | Piloto             | Equipe               | Voltas | Tempo           | Grid | Pontos |
| 1   | 5  | Fernando Alonso    | Ferrari              | 52     | 1:28:41.194     | 3    | 25     |
| 2   | 1  | Sebastian Vettel   | Red Bull-Renault     | 52     | +16.511         | 2    | 18     |
| 3   | 2  | Mark Webber        | Red Bull-Renault     | 52     | +16.947         | 1    | 15     |
| 4   | 3  | Lewis Hamilton     | McLaren-Mercedes     | 52     | +28.986         | 10   | 12     |
| 5   | 6  | Felipe Massa       | Ferrari              | 52     | +29.010         | 4    | 10     |
| 6   | 8  | Nico Rosberg       | Mercedes             | 52     | +1:00.655       | 9    | 8      |
| 7   | 17 | Sergio Pérez       | Sauber-Ferrari       | 52     | +1:05.590       | 12   | 6      |
| 8   | 9  | Nick Heidfeld      | Renault              | 52     | +1:15.542       | 16   | 4      |
| 9   | 7  | Michael Schumacher | Mercedes             | 52     | +1:17.912       | 13   | 2      |
| 10  | 19 | Jaime Alguersuari  | Toro Rosso-Ferrari   | 52     | +1:19.108       | 18   | 1      |
| 11  | 14 | Adrian Sutil       | Force India-Mercedes | 52     | +1:19.712       | 11   |        |
| 12  | 10 | Vitaly Petrov      | Renault              | 52     | +1:20.681       | 14   |        |
| 13  | 11 | Rubens Barrichello | Williams-Cosworth    | 51     | +1 volta        | 15   |        |
| 14  | 12 | Pastor Maldonado   | Williams-Cosworth    | 51     | +1 volta        | 7    |        |
| 15  | 15 | Paul di Resta      | Force India-Mercedes | 51     | +1 volta        | 6    |        |
| 16  | 24 | Timo Glock         | Virgin-Cosworth      | 50     | +2 voltas       | 20   |        |
| 17  | 25 | Jérôme d'Ambrosio  | Virgin-Cosworth      | 50     | +2 voltas       | 22   |        |
| 18  | 23 | Vitantonio Liuzzi  | HRT-Cosworth         | 50     | +2 voltas       | 23   |        |
| 19  | 22 | Daniel Ricciardo   | HRT-Cosworth         | 49     | +3 voltas       | 24   |        |
| Ret | 4  | Jenson Button      | McLaren-Mercedes     | 39     | Roda            | 5    |        |
| Ret | 18 | Sébastien Buemi    | Toro Rosso-Ferrari   | 25     | Colisão         | 19   |        |
| Ret | 16 | Kamui Kobayashi    | Sauber-Ferrari       | 23     | Óleo            | 8    |        |
| Ret | 21 | Jarno Trulli       | Lotus-Renault        | 10     | Óleo            | 21   |        |
| Ret | 20 | Heikki Kovalainen  | Lotus-Renault        | 2      | Caixa de câmbio | 17   |        |

## Tabela do campeonato após a corrida
Observe que somente as cinco primeiras posições estão incluídas na tabela.